# Ville Nieminen
Ville Juhani Nieminen (Tampere, 6 aprile 1977) è un ex hockeista su ghiaccio finlandese.

## Palmarès

### Olimpiadi
- Argento a Torino 2006.

### World Cup
- Argento a Canada 2004.